# Polypodium linealifolium
Polypodium linealifolium là một loài dương xỉ trong họ Polypodiaceae. Loài này được Rosenst. mô tả khoa học đầu tiên năm 1912.
Danh pháp khoa học của loài này chưa được làm sáng tỏ. 